# Francis Chit
Francis Chit (Thaï : จิตร, prononcé tɕʰìt), aussi connu sous le nom de Khun Sunthonsathitsalak (Thaï : ขุนสุนทรสาทิศลักษณ์) ou Luang Akani Naruemitr (Thaï : หลวงอัคนีนฤมิตร), né en 1830 et mort le 23 mai 1891, est un photographe thaïlandais.

## Biographie
Francis Chit naît en 1830 au début du règne de Rama III. Son père Khun Chayasathitson est fusilier dans l'armée. En 1845, Francis est initié à la photographie par un religieux catholique français, le père Larnaudie. 
Il est le premier et un des plus prolifiques photographes thaïlandais. Il commence sa carrière en 1845, ouvre un atelier et une boutique à Bangkok en 1863, puis est nommé photographe royal par Rama IV. Il prend  notamment une centaine de photos pour le compte de Rama IV et Rama V. Il accompagne ce dernier dans de nombreux voyages dans les colonies occidentales voisines : dans l’Empire britannique à Singapour, en Birmanie et à Calcutta, capitale d’hiver du Raj britannique ainsi que dans l’Empire néerlandais, à Batavia, capitale des Indes orientales néerlandaises. Il est anobli et obtient des terres en 1880. Il est actif principalement à Bangkok mais aussi dans toutes les villes et provinces du royaume.
Il a 6 enfants légitimes dont deux fils qui deviennent photographes : son fils nommé Thongdee étudie la photographie en Allemagne et devient photographe royal de Rama V et son fils Saad lui aussi devient photographe royal. Il a plusieurs enfants illégitimes, dont Luang Pradit, capitaine et photographe dans le département de cartographie de l’armée thaïlandaise ainsi que Tam Jitraknee, photographe du département des chemins de fer.
Le 17 mai 1881, il est contaminé par le choléra. Son état se détériore le 23 mai à 20 heures et il meurt à 22 heures,.
Les archives nationales de Thaïlande conservent une centaine de ses clichés : des portraits, des panoramas, des prises de vues architecturales, des photographies de la vie quotidienne et une éclipse solaire.

## Photographies

### Portraits

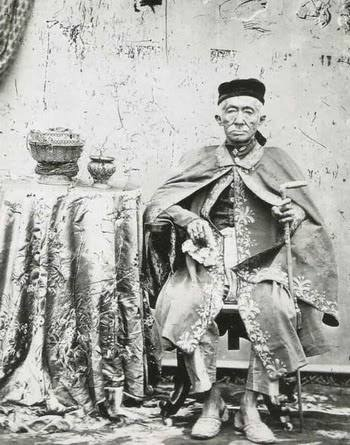
Rama IV
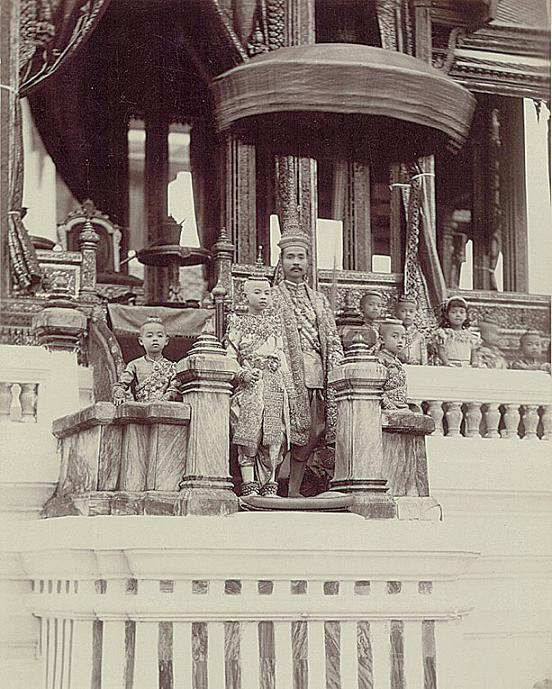
Rama V
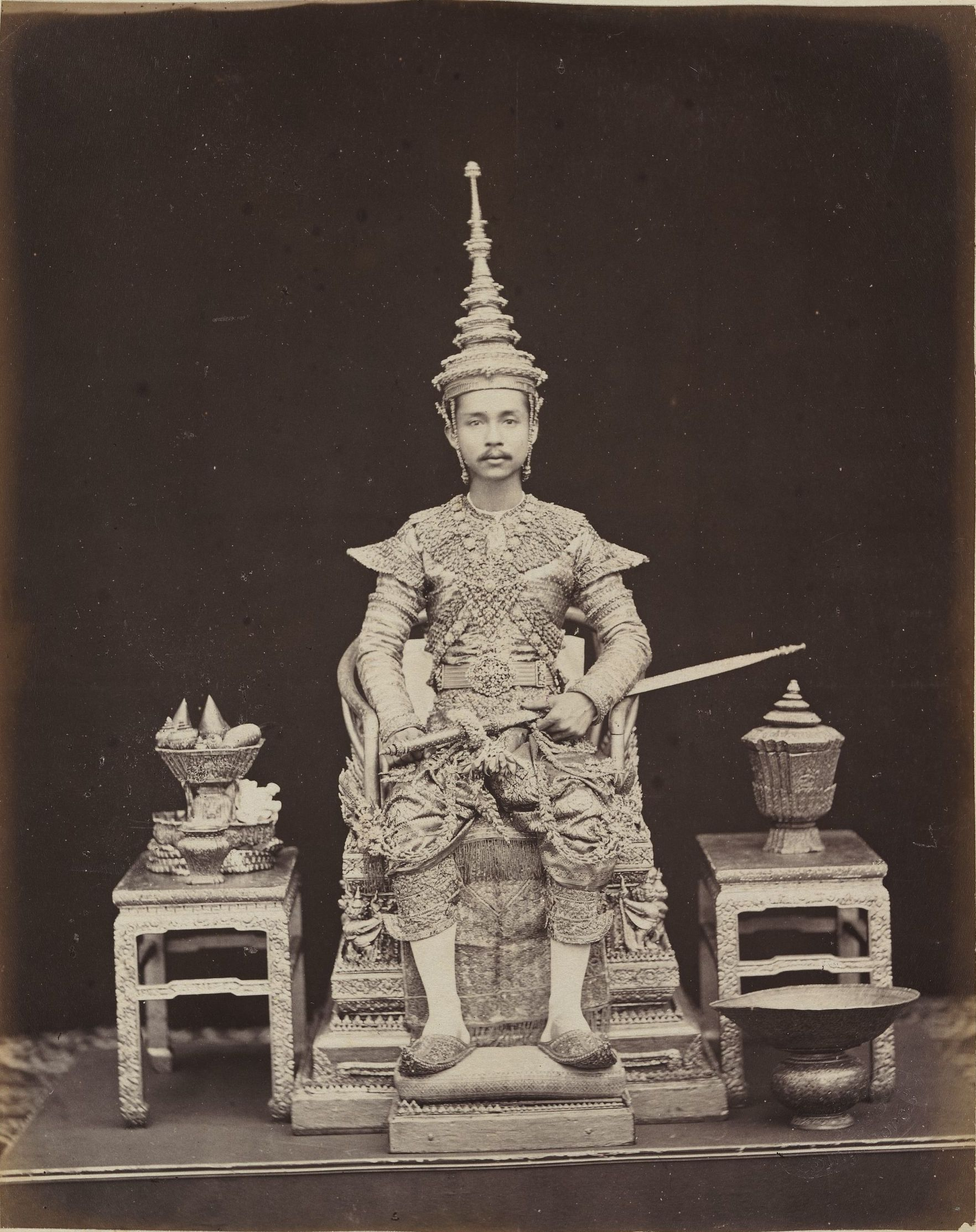
Rama V
Rama V
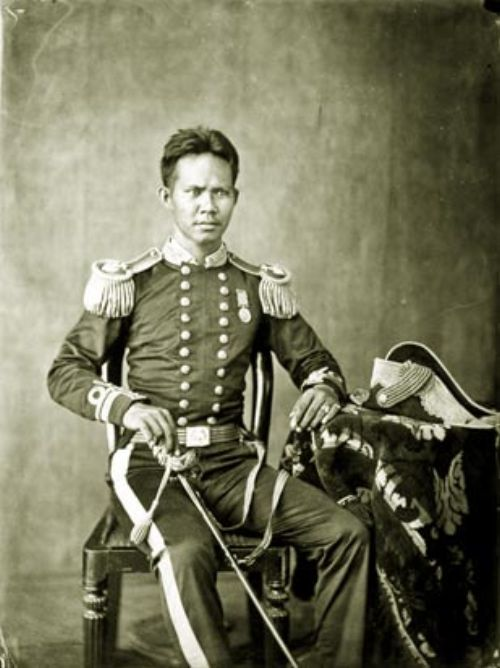
Wichaichan
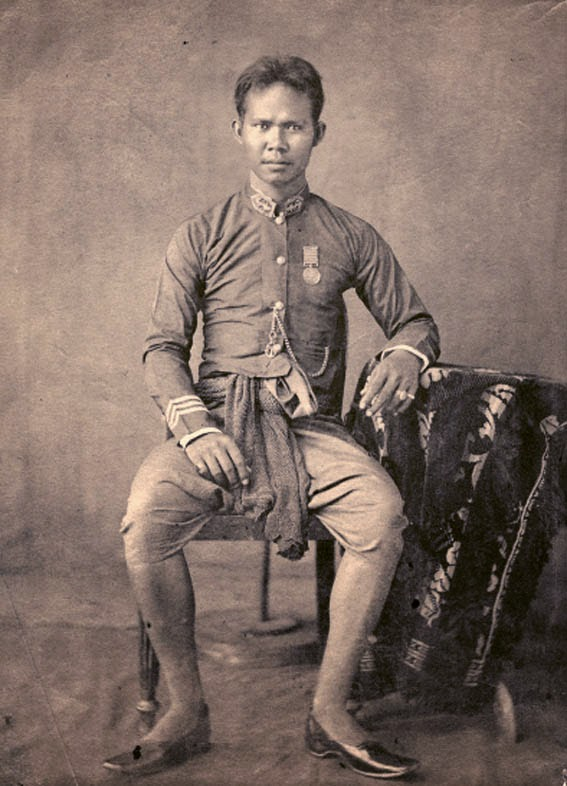
Wichaichan
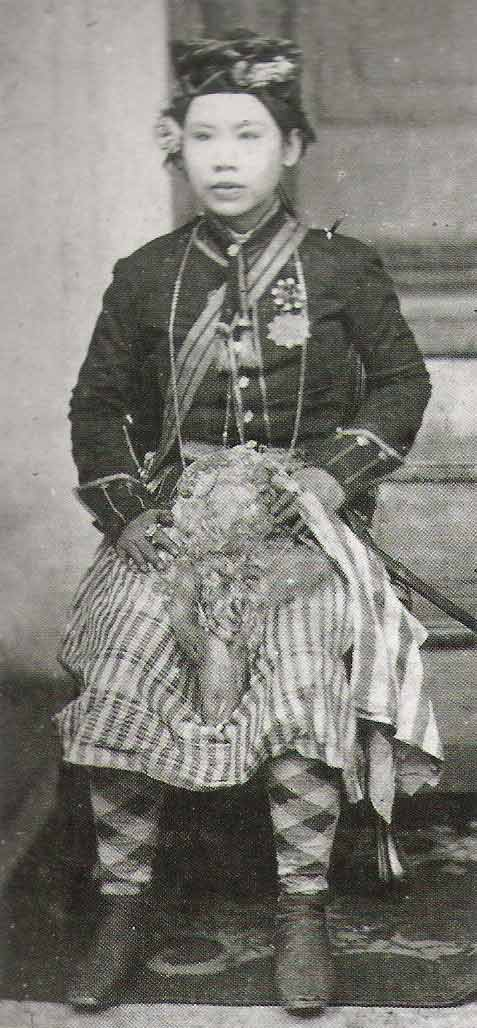
Chao Chom Manda Khian
Mom Rajodaya
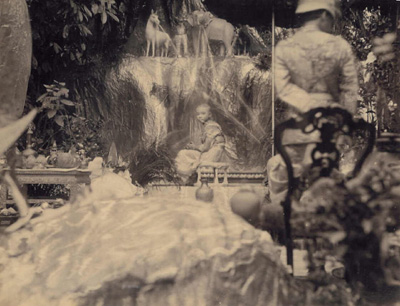
Khun Sunthornsathitsalak

### Autres

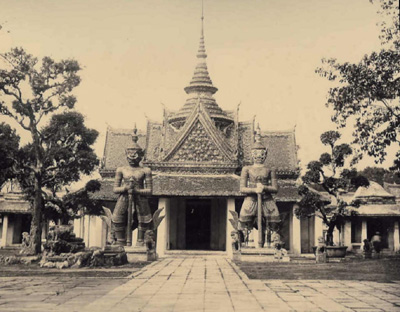
Entrée du temple de Wat Arun.
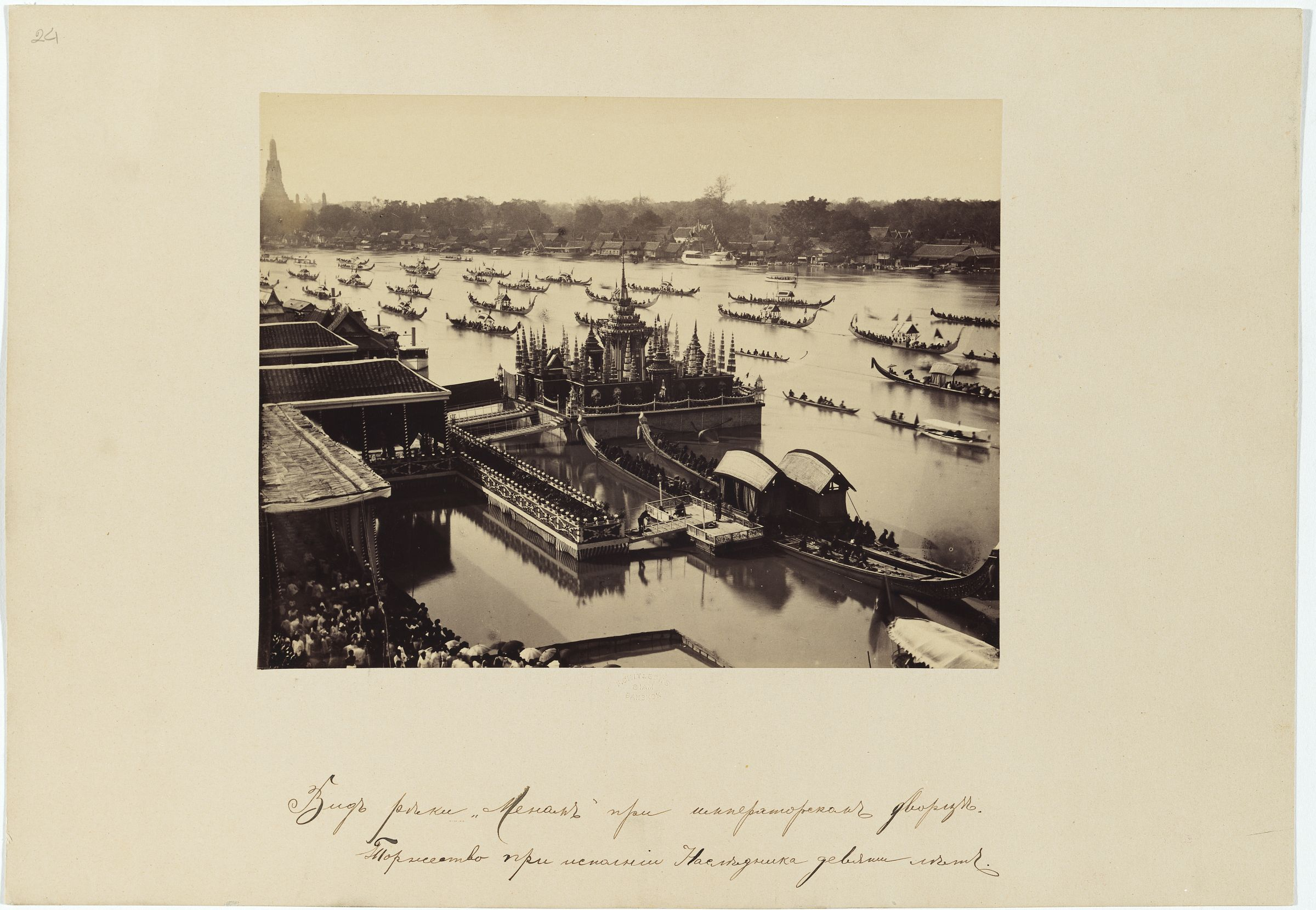
Convoi du prince héritier Vajirunhis vers le grand palais, le 14 janvier 1886.
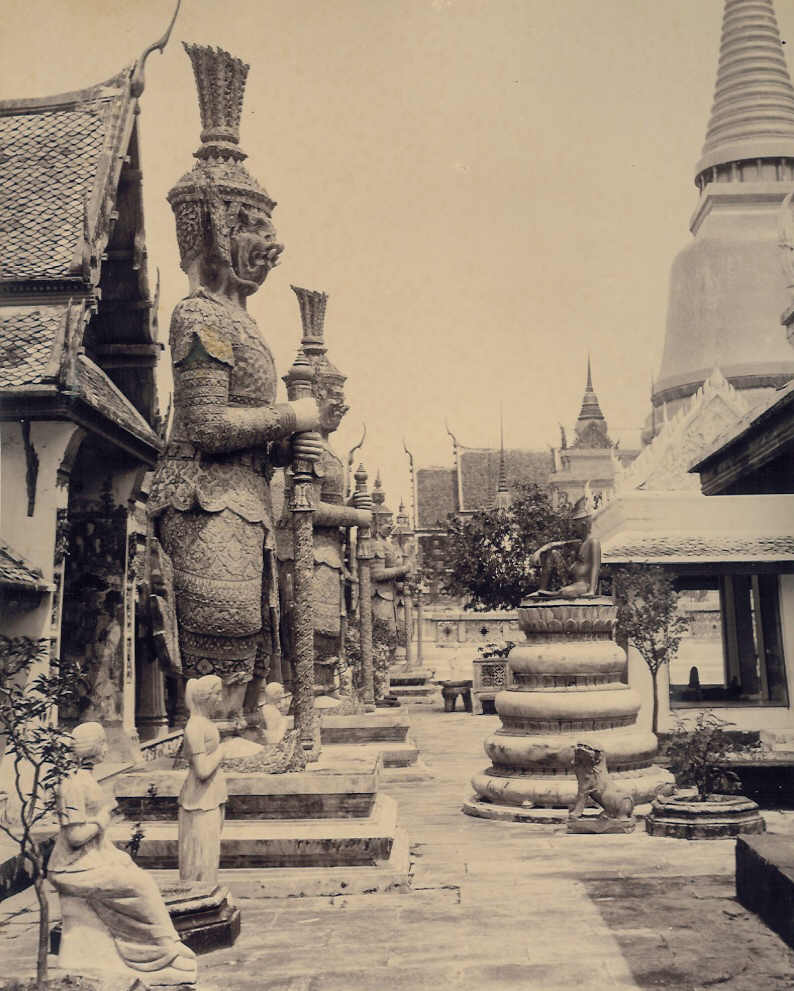
Temple de Wat Pho.